# Judith Corominas
Judith Corominas Serrats (* 10. November 1966 in L’Estartit) ist eine ehemalige spanische Fußballspielerin.

## Karriere

### Vereine
Corominas spielte in den 1990er-Jahren für den Club Femení Barcelona in der seit 1988 anerkannten Liga Nacionál, der seinerzeit höchsten Spielklasse im spanischen Frauenfußball; zuletzt – in der Saison 1996/97 – in der zweiten Spielklasse, in die sie mit ihrem Verein 1996 abgestiegen war. Mit dem Verein erreichte sie das Finale um die Copa de la Reina, den Königinnenpokal,  das am 26. Juni 1994 gegen den CD Oroquieta Villaverde mit 2:1 gewonnen wurde.
In die Provinz Girona gelangt, spielte sie von 1997 bis 1999 für den Erstligisten Unió Esportiva L’Estartit, dem Verein in ihrem Geburtsort. Nach der Saison 1999/2000, in der sie für den Ligakonkurrenten CF Llers de Figueras tätig gewesen war, spielte sie in der Saison 2000/01 ein zweites Mal für Unió Esportiva L’Estartit, bei dem sie auch ihre Spielerkarriere in der División de Honor, wie die höchste Spielklasse von 1996 bis 2001 hieß, beendete.

### Nationalmannschaft
Corominas bestritt für die A-Nationalmannschaft 40 Länderspiele. Mit ihr nahm sie u. a. an der vom 29. Juni bis zum 12. Juli 1997 in Norwegen und Schweden ausgetragenen Europameisterschaft teil und bestritt alle drei Spiele der Gruppe A sowie das mit 1:2 verlorene Halbfinale gegen die Nationalmannschaft Italiens.

## Erfolge
Nationalmannschaft
- Halbfinalist Europameisterschaft 1997

FC Barcelona
- Spanischer Pokalsieger 1994